# Bathyphantes setiger
Bathyphantes setiger är en spindelart som beskrevs av F. O. Pickard-Cambridge 1894. Bathyphantes setiger ingår i släktet Bathyphantes och familjen täckvävarspindlar. Arten är reproducerande i Sverige. Inga underarter finns listade.

## Bildgalleri

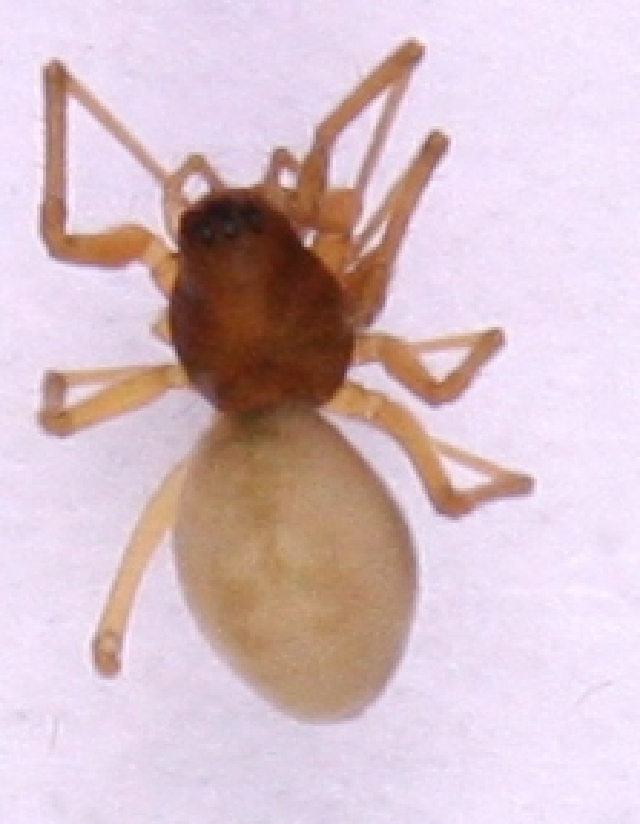